# Лімбах-Оберфрона
Лімбах-Оберфрона (нім. Limbach-Oberfrohna) — місто у Німеччині, районний центр, розташований у землі Саксонія. Підпорядкований адміністративному округу Хемніц. Входить до складу району Цвіккау. Підпорядковується управлінню Лімбах-Оберфрона. Населення становить 23 711 ос. (станом на 31 грудня 2020). Площа — 50,17 км². Офіційний код — 14 1 73 140.
Місто поділяється на 7 міських районів.

## Галерея

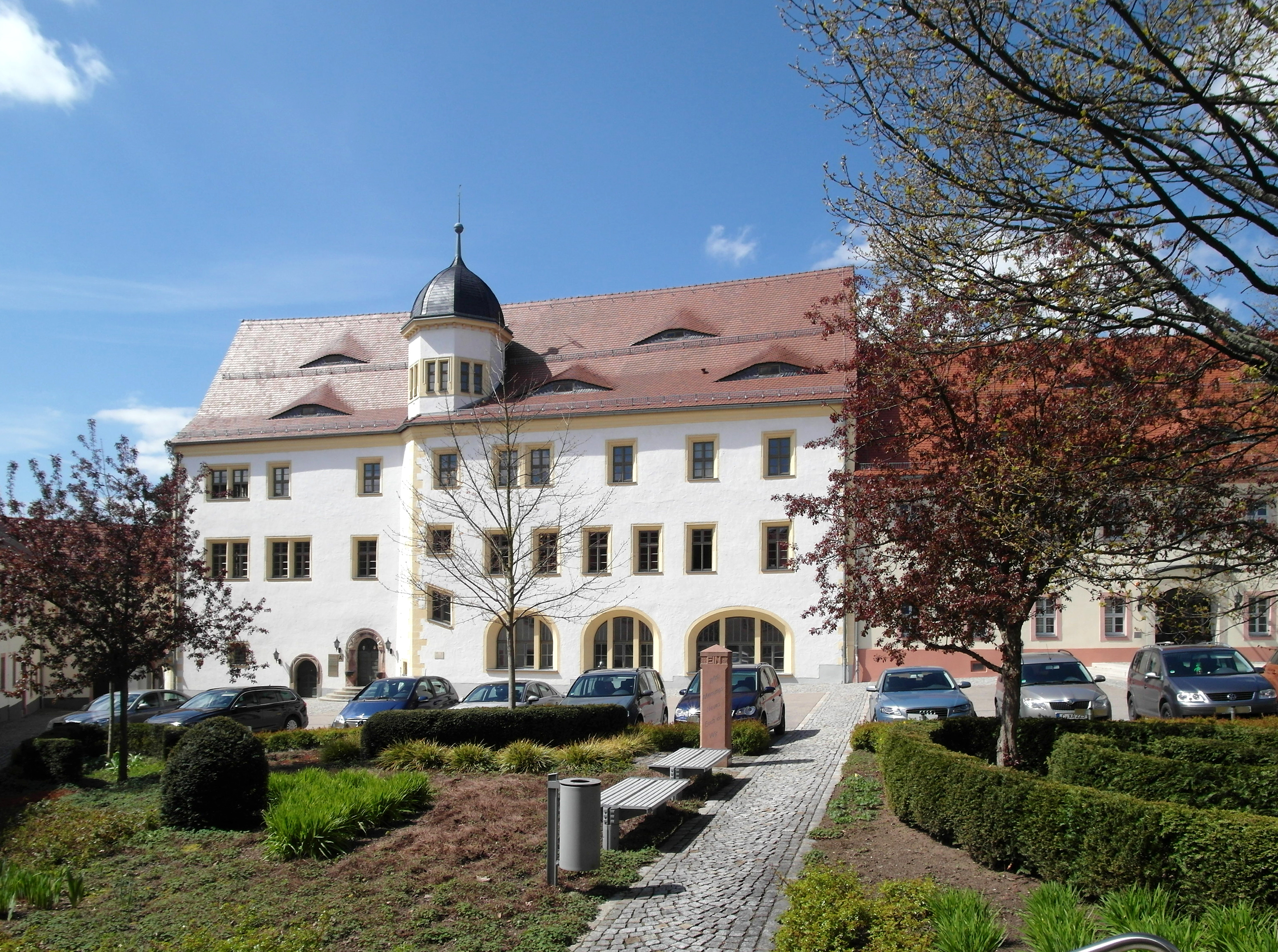
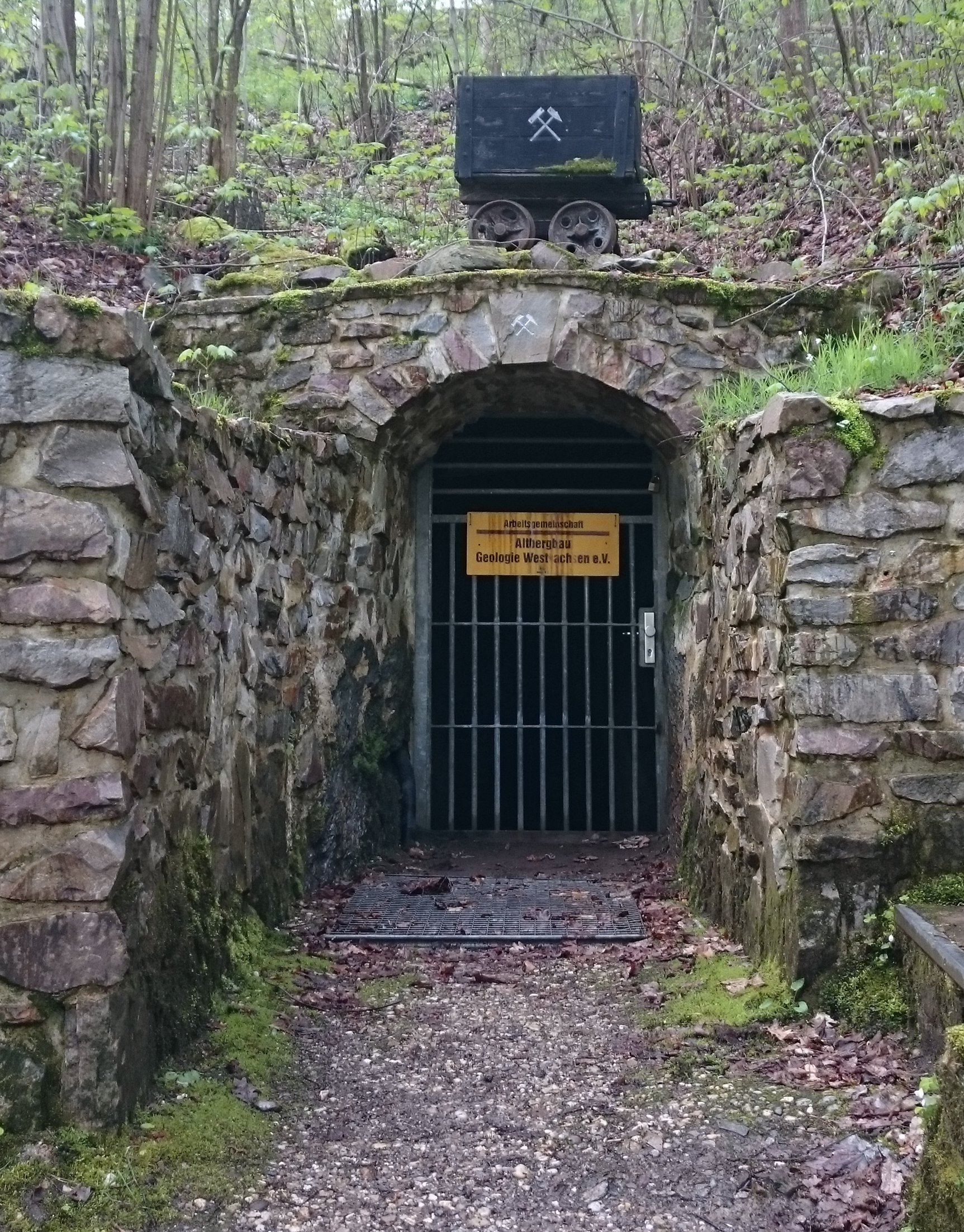
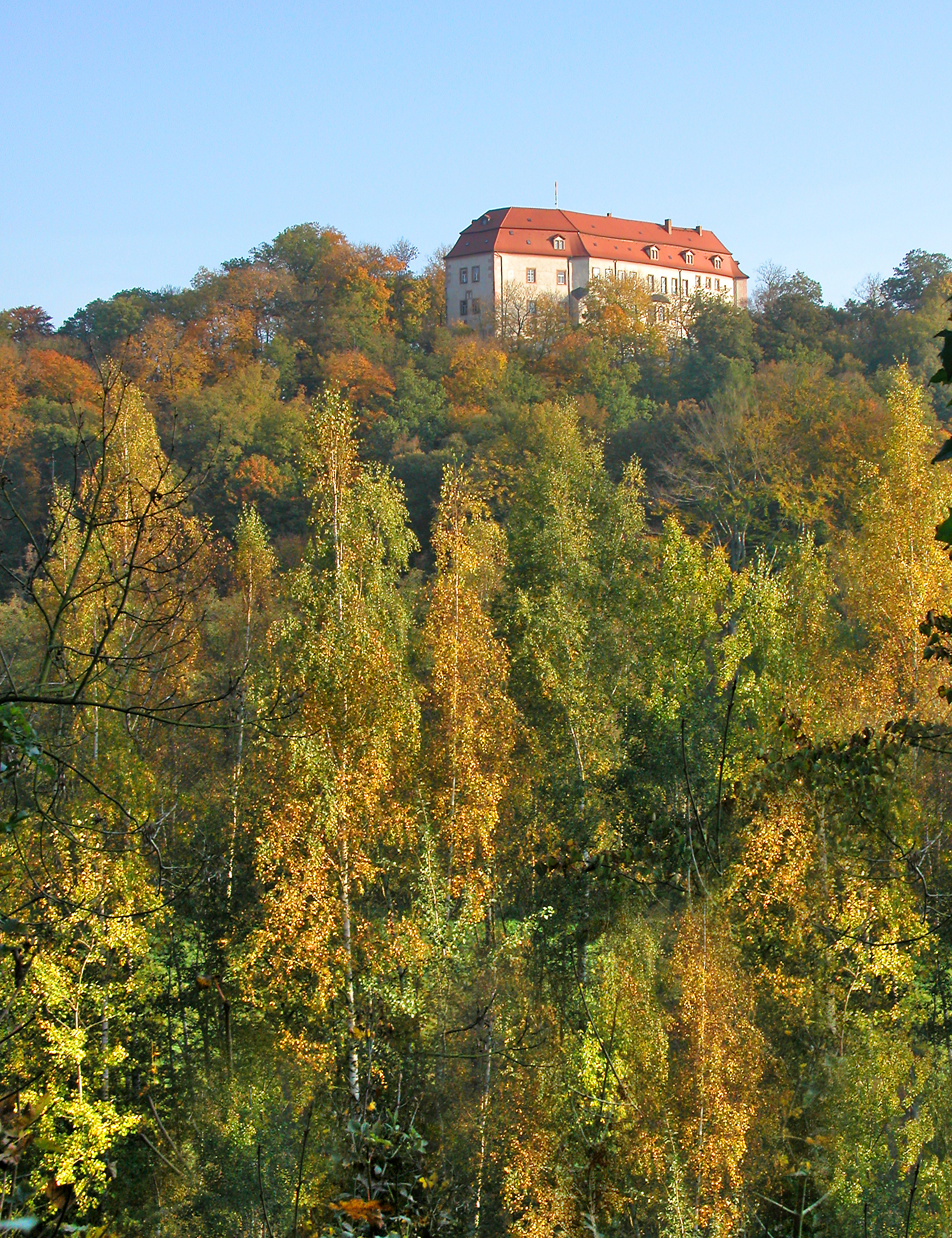
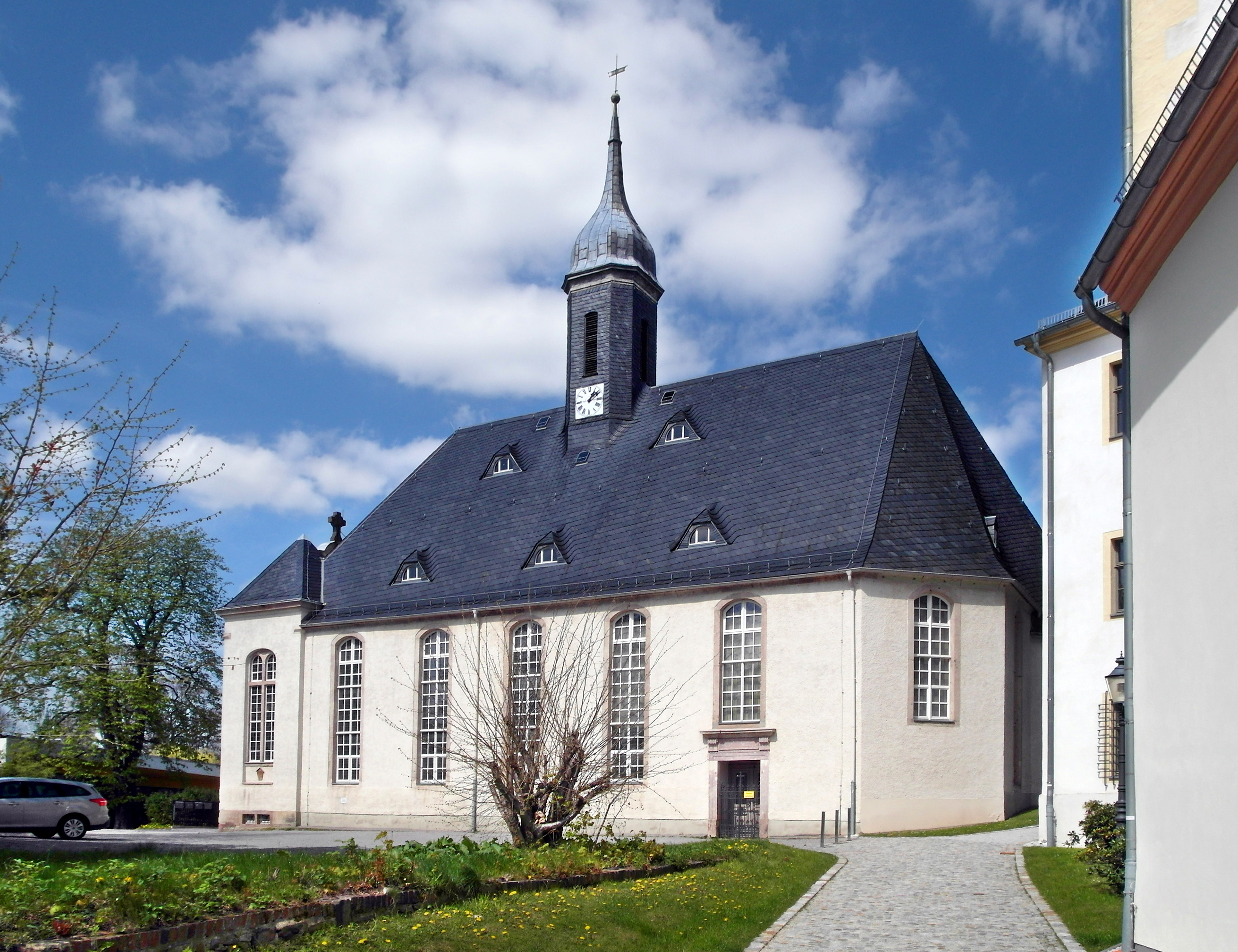
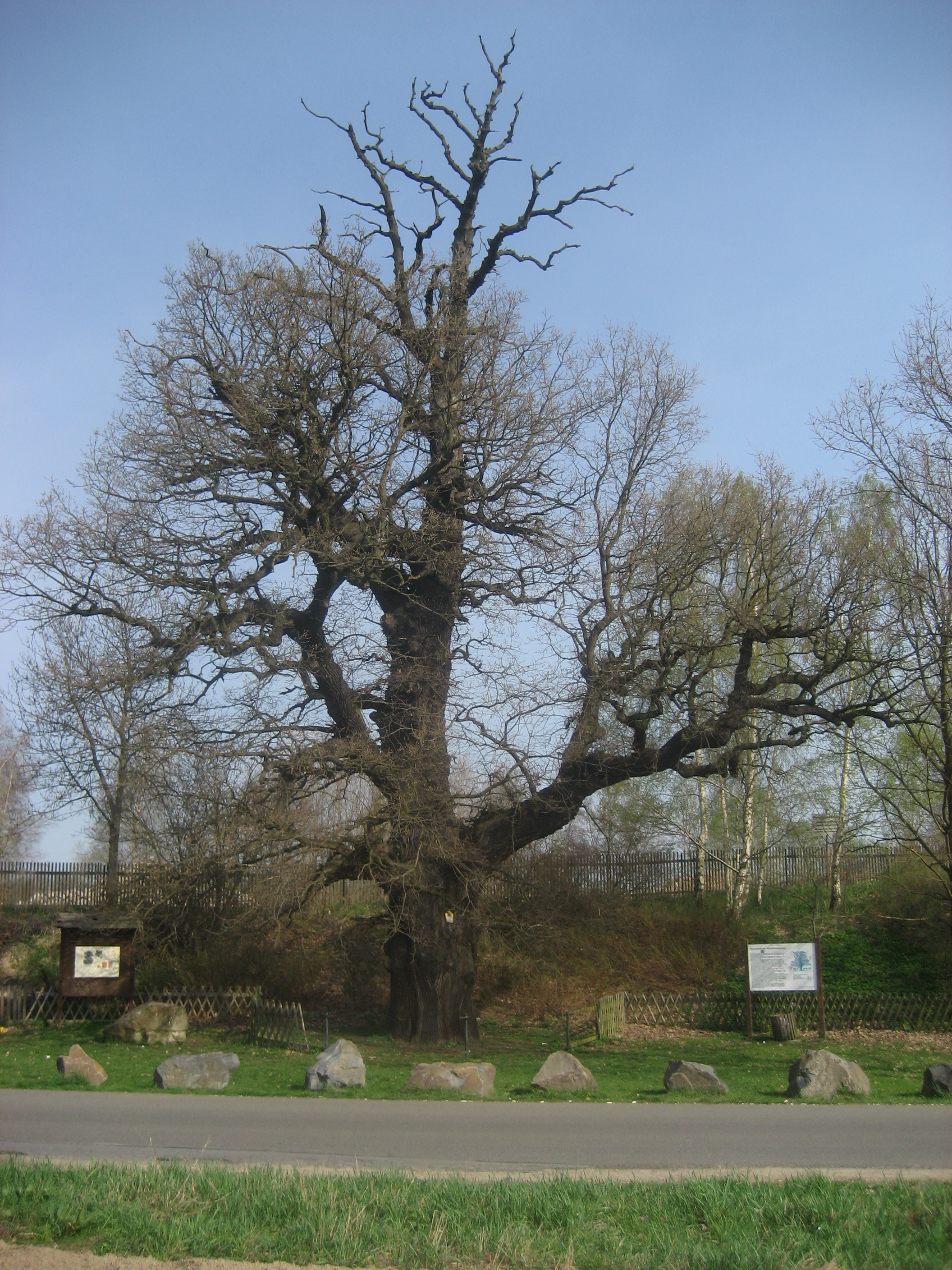

## Уродженці
- Ґерт Гофман (1931—1993) — німецький письменник.